# Cacimbo

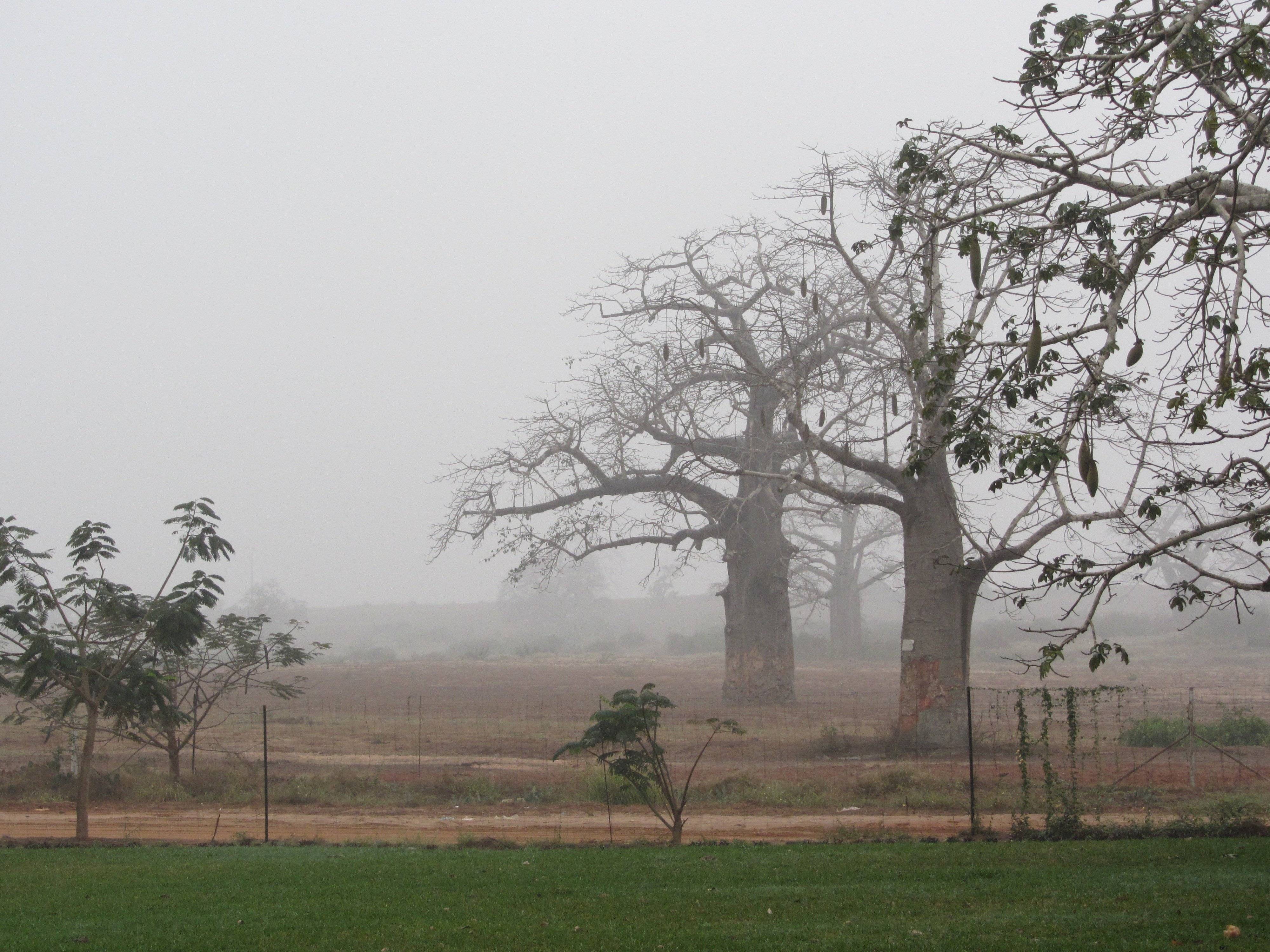
Imbondeiro na névoa do cacimbo, na província de Luanda

Cacimbo é o nome dado no nordeste de Angola à estação seca que decorre de Maio a Agosto. É chamada de estação seca por oposição à estação das chuvas, de Setembro a Abril, mas de facto é bastante húmida. Nesta região, durante este período ocorre com frequência uma névoa intensa, que dá o nome à estação.